# Верховка (приток Нёноксы)
Верховка — река на севере Архангельской области России. Протекает в Приморском районе и городском округе «Северодвинск». Длина реки — 28 км.
Верховка берёт своё начало из Верховских озёр, впадает в реку Нёноксу недалеко от села Нёнокса, которая протекает через озеро Нижнее. Основной приток — Сала, вытекающая из озера Салозеро.
В среднем течении, у урочища Куртяево, реку пересекает мост автодороги «Архангельск — Онега» (на участке «Северодвинск — р. Верховка — Кянда»). В нижнем течении находится пешеходный мост, соединяющий село Нёнокса и посёлок Сопка.